# Tachy
Tachy /=tail of the water, / selo Tachiwoten Indijanaca na ušću rijeke Taché u Stuart Lake u Britanskoj Kolummbiji u Kanadi. Selo je imalo 32 stanovnika (1881); 65 (1909). Danas je poznato kao Tache. Jedno je od 3 stalno-naseljena i najveće od Tachiwoten (Tl’azt’en) sela u kojem živi većina od 800 stanovnika. Ostala su Binche,  Dzitl’ainli i povremeno naseljeno K’uzche.